# Millencolin
Millencolin – skate-punkowy zespół założony w październiku 1992 przez Erika Ohlssona, Mathiasa Färma i Nikolę Sarcevica w Örebro w Szwecji. Fredrik Larzon dołączył do grupy w 1993. Millencolin jako słowo pochodzi od skateboardingowego triku melancholy (znanego też jako "sad air"), a taką nazwę wybrali ze względu na ich pasję do skateboardingu (każdy członek zespołu uprawia skateboarding). Zespół wydaje płyty w Stanach Zjednoczonych dzięki Epitaph Records. Poza Stanami wydawane są dzięki Burning Heart Records.

## Historia zespołu
Pierwszym wydaniem zespołu była kaseta "Melack" z dziesięcioma piosenkami nagrana w 1993. Następnie Burning Heart Records skontaktowało się z zespołem wyrażając chęć wydania singla na płycie CD. Poprzednio Burning Heart wydało jedynie dwa single, lecz podjęli ryzyko przyjęcia względnie nieznanego zespołu. Millencolin nagrał płytę "Use Your Nose" z sześcioma utworami w listopadzie 1993, na której znalazły się nowe wersje utworów "Pain" z kasety Goofy i "Melack". Singel został dobrze odebrany przez krytykę, a Millencolin zaczął występować na żywo. Pierwsze ważniejsze wydanie, "Tiny Tunes", pojawiło się na rynku w 1994. Nagrywanie i miksowanie dźwięku do tego albumu zajęło dwa tygodnie. Problemy licencyjne z wytwórnią Warner Bros. dotyczące tytułu i okładki płyty zmusiły zespół do ponownego wydania albumu w 1996 pod nazwą "Same Old Tunes".
Millencolin kontynuował występy, a w 1995 ukazał się ich drugi album studyjny: "Life on a Plate". Wydanie albumu pozwoliło zespołowi na wyjazdy poza Skandynawię. Pod koniec 1995 amerykańska wytwórnia płytowa Epitaph zechciała wydać "Life on a Plate" w Stanach. Zespół zwiedził w tourneé m.in. Japonię, Australię, Brazylię i Kanadę oraz był częścią Warped Tour z 1997.
Następne albumy, "For Monkeys" i kompilacyjny "The Melancholy Collection", zostały stworzone, lecz popularność grupa zyskała dopiero w 2000 wraz z wydaniem albumu "Pennybridge Pioneers" wyprodukowanego pod okiem Bretta Gurewitza. Album ten zawiera brzmienia bardziej bliższe rockowi niż skate punkowi, jak w przypadku poprzednich albumów. Jego nagranie zajęło zespołowi sześć tygodni, po czym rozpoczęli pierwsze światowe tournée: "Pennybridge Pioneers Worldwide Tour". Pozwolili także na umieszczenie utworu "No Cigar" w grze wideo Tony Hawk's Pro Skater 2.
Podczas tournée napisane zostały teksty do następnego albumu, "Home from Home", wydanego w 2002, a kolejny album - "Kingwood" - wydano w marcu 2005. "Kingwood" zadebiutował na drugim miejscu szwedzkiej listy przebojów.
Od 2003Millencolin organizuje zawody skateboardingowe, Millencolin Open, we własnym skateparku w Örebro w Szwecji.
W lutym 2007 Nikola Sarcevic potwierdził, że zespół zajmie się nagrywaniem nowego albumu. Album został nazwany Machine 15 i był nagrywany w okresie październik-grudzień 2007.

## Członkowie zespołu
- Erik Ohlsson: gitara, wokal wspierający
- Mathias Färm: gitara, wokal wspierający
- Nikola Sarcevic: gitara basowa, wokal prowadzący
- Fredrik Larzon: perkusja

## Dyskografia
Albumy
- Tiny Tunes (1994)
- Life on a Plate (1995)
- For Monkeys (1997)
- Pennybridge Pioneers (2000)
- Home from Home (2002)
- Kingwood (2005)
- Machine 15 (2008)
- True Brew (2015)

Kompilacje
- The Melancholy Collection (1999)
- The Melancholy Connection (2012)

Albumy wideo
- Millencolin and the Hi-8 Adventures (1999)

Minialbumy
- Use Your Nose (1993)
- Skauch (1994)
- No Cigar (2001)
- Millencolin/Midtown Split (2001)

Single
- "Da Strike" (1994)
- "The Story of My Life" (1995)
- "Move Your Car" (1996)
- "Lozin’ Must" (1997)
- "Twenty Two" (1997)
- "Penguins & Polarbears" (2000)
- "Fox" (2000)
- "No Cigar" (2001)
- "Kemp" (2002)
- "Man or Mouse" (2002)
- "Battery Check" / "E20 Norr"(2003)
- "Ray" (2005)
- "Shut You Out" (2005)
- "Detox" (2008)
- "Broken World" (2008)
- "Örebro" (2009)